# マエオカテツヤ
マエオカ テツヤ（本名：前岡 哲也、1967年9月18日 - ）は、日本の漫画家、エッセイスト、イラストレーター、タレント。

## 略歴
和歌山県和歌山市生まれ。1989年 - 芳文社 『月刊まんがタイム』でデビュー。
1990年 - 鹿砦社 『いかすプロレス天国』刊行。1994年 - 別冊宝島EX 「大阪の逆襲」、「大阪商人のなぞ？」刊行。

## 主なイラスト連載
- プロレスファン　鹿砦社　表紙イラスト
- 大阪新聞 『浪花の商人大繁盛』、『浪花の達人』
- サンケイスポーツ 『ぶらり関西みてみ隊』

## 主な連載マンガ
- エコピュア 『EMなんでも探偵団』 1996〜2006 （EM情報室）
- ポピー 「あそびんぴっく」「あそびんクイズの森」 2004（全家研）
- 「どきどきクイズらんど」 2002
- スポーツニッポン 4コママンガ「おじゃま天狗」 2007〜2014（スポーツニッポン新聞社）
- リズム 「和歌山ディープ遺産」 和歌山リビング新聞社

## エッセイ
- WAKA 「スイカのタネ」 アガサス
- リビング和歌山 「天才！こどもりあん」 和歌山リビング新聞社

## 著書
- 「持ち歩き　ペラペラ和歌山弁」 エンタイトル出版
- 「いかすプロレス天国」 鹿砦社
- 『想い出のいかすプロレス天国』 鹿砦社

## 落語
- 2000年より二代目桂枝曾丸の落語制作を開始。
- 現在[いつ?]までにCD4 枚に収められている。

## 受賞
- 子供の頃から似顔絵を描き始める。
- ワッハ上方似顔絵大賞
  1. 佳作
  2. 佳作

## テレビ出演
いずれもテレビ和歌山。

### 現在
- 『ちゃぶ台おかわり』 [1]
- 『みんなで作る和歌山情報　わくわく編集部』[2]
- 『マエオカテツヤの素敵なカーライフ』[3]

### 過去
- 『わかぞう』
- 『@あっと!テレわか』
- 『@あっと!テレわかニューススタイル』
- 『ニュース&情報　5チャンDO！』

## ラジオ

### 現在
- マエオカテツヤの千客万来（和歌山放送）

マエオカテツヤの全開！木曜日（和歌山放送）

## CM
- 「マエオカテツヤの憂鬱」 エコトップ株式会社

## エピソード
- デビュー当時、イラストは「マエオカテツヤ」漫画は「まえおかてつや」文章は「前岡哲也」と並行して使いわけていたが、よく間違えられるので、全てマエオカテツヤ表記に統一した。
- テレビ和歌山の情報バラエティー番組『あっと！テレわか』において瓦版屋の衣装で出演。『瓦版屋のてっちゃん』として活躍したことから、それ以後テレビ和歌山の番組出演時は「てっちゃん」と呼ばれる事が多い。